# Sumbermulya
Sumbermulya is een bestuurslaag in het regentschap Indramayu van de provincie West-Java, Indonesië. Sumbermulya telt 10.096 inwoners (volkstelling 2010).